# Kujon
Kujon is een bestuurslaag in het regentschap Klaten van de provincie Midden-Java, Indonesië. Kujon telt 3484 inwoners (volkstelling 2010).